# 丹尼丝·格林
丹尼丝·格林（英語：Denise Green，1953年12月31日—），旧姓兰福德（Langford），澳大利亚女子游泳运动员。她曾代表澳大利亚参加1970年英联邦运动会游泳比赛，获得一枚金牌和一枚银牌。他也曾参加1968年夏季奥林匹克运动会。

## 家庭
女儿金伯莉·格林。